# Sind (província del califat)
Sind fou conquerida pels àrabs el 712 i va formar una província del califat omeia regida per emirs. La llista d'emirs que segueix està subjecte a revisió:
- Muhàmmad ibn al-Qàssim 712-715 (+ vers 720)
- Habib ibn al-Muhàl·lab 715-720
- Amr ibn Múslim al-Bahilí 720- ?
- Bilal ibn Ahwaz ? -724
- Al-Junayd ibn Abd-ar-Rahman al-Murrí vers 724-729
- Tamim ibn Zayd al-Atbí 729-?
- Al-Hàkam ibn Awana al-Kalbí vers 732
- Amr ibn Muhàmmad ibn al-Qàssim vers 737
- Yazid ibn Arrar
- Al-Mansur ibn Jamhur al-Kalbí vers 750
- Hixam ibn Amr at-Taghlibí vers 754-?
- Mussa al-Barmakí
- Rawh ibn Hàtim al-Muhal·labí 776-783
- Bistam ibn Amr at-Taghlibí 783-785 ?
- Úmar ibn Mussa
- Dàwud ibn Yazid ibn Hàtim al-Muhal·labí 800-821
- Bixr ibn Dàwud 821-831
- Ghassan ibn Abbad 831-832?
- Mussa ibn Yahya ibn Khalid 832?-836
- Imran ibn Mussa 836-837
- Al-Afxín Khaydhar vers 837-838